# Ian Woosnam
Ian Harold Woosnam (Oswestry, Gales, 2 de marzo de 1958) es un golfista de Gales. Reside en la isla de Jersey.

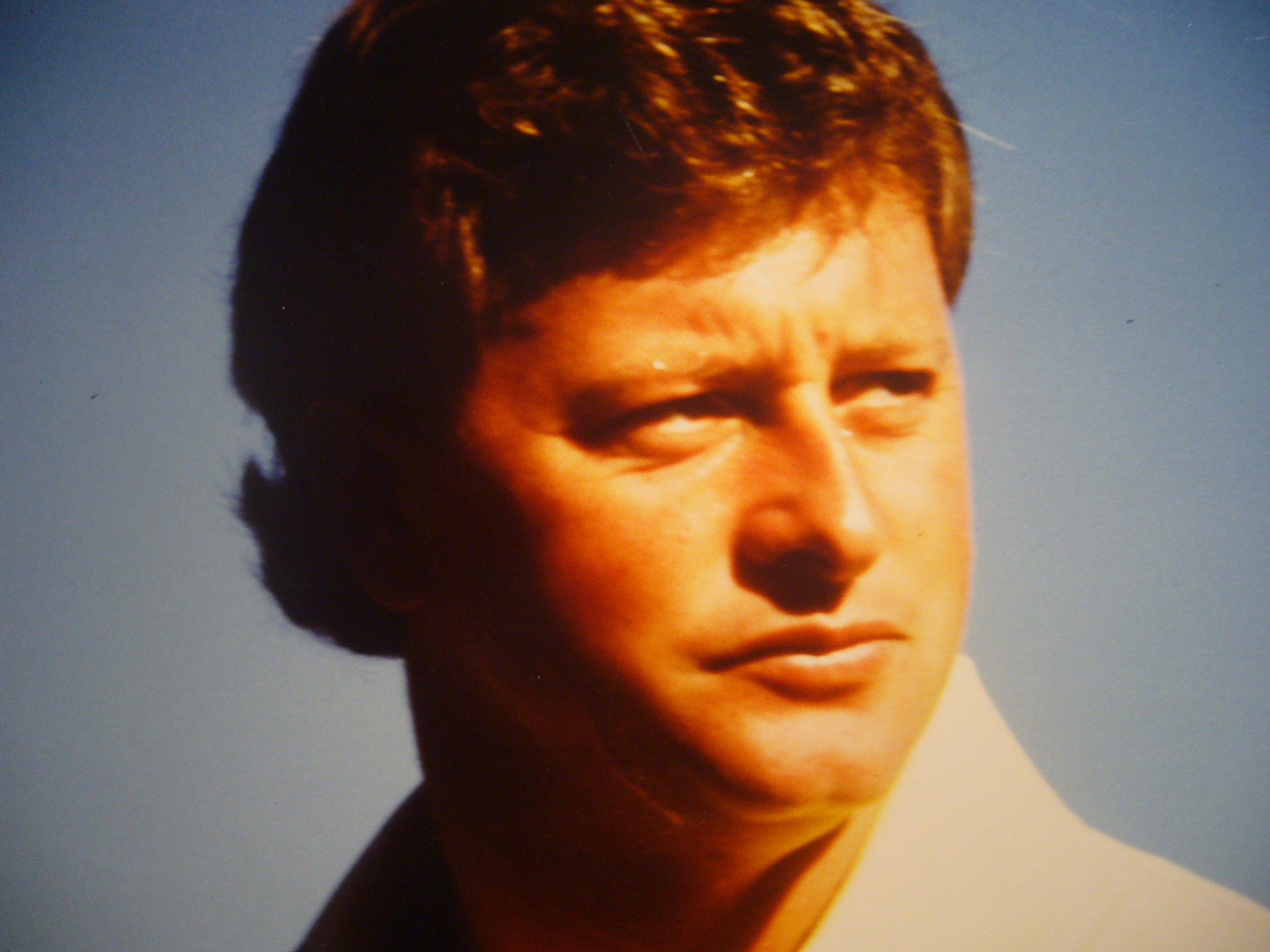
Ian Woosnam durante el Tenerife Open de 1989

Woosnam destaca por su escasa altura (1,64 m), pero con una tremenda pegada. Se hizo profesional en 1976, logrando su mayor éxito con la victoria en el Masters de Augusta en 1991. Fue nombrado oficial de la Orden del Imperio Británico en 1992.

## Victorias en el circuito europeo
- 1982: Masters Europeo
- 1983: Silk Cut Masters
- 1984: Scandinavian Enterprise Open
- 1986: Lawrence Batley International T.P.C.
- 1987: Jersey Open, Open de Madrid, Abierto de Escocia, Trophée Lancôme
- 1988: Campeonato Británico de la PGA, Abierto de Irlanda, Panasonic European Open
- 1989: Abierto de Irlanda
- 1990: Amex Med Open, Monte Carlo Golf Open, Abierto de Escocia, Epson Grand Prix of Europe
- 1991: Mediterranean Open, Monte Carlo Golf Open
- 1992: Monte Carlo Golf Open
- 1993: Murphy's English Open, Trophée Lancôme
- 1994: Cannes Open, British Masters
- 1996: Johnnie Walker Classic, Heineken Classic, Abierto de Escocia, Abierto de Alemania
- 1997: Campeonato Británico de la PGA

El Masters de Augusta no contó como torneo del circuito europeo en el año 1991.

## Otras victorias
- 1979: News of the World Under-23 Match Play Championship
- 1982: Cacharel Under-25 Championship
- 1985: Zambian Open
- 1986: Kenya Open
- 1987: Campeonato Mundial de Match Play, Abierto de Hong Kong, Million Dollar Challenge (South Africa), Copa Mundial de Golf (equipo e individual)
- 1988: Welsh Pro Championship
- 1989: Copa del Mundo (individual)
- 1990: Campeonato Mundial de Match Play
- 1991: Masters de Augusta (PGA Tour), New Orleans Classic (PGA Tour), PGA Grand Slam of Golf, Copa Mundial de Golf
- 1997: Hyundai Motor Masters (Corea del Sur)
- 2001: Campeonato Mundial de Match Play

## Resultados en losmajors
| Tournament           | 1982 | 1983 | 1984 | 1985 | 1986 | 1987 | 1988 | 1989 |
| -------------------- | ---- | ---- | ---- | ---- | ---- | ---- | ---- | ---- |
| Masters de Augusta   | DNP  | DNP  | DNP  | DNP  | DNP  | DNP  | CUT  | T14  |
| US Open              | DNP  | DNP  | DNP  | DNP  | DNP  | DNP  | DNP  | T2   |
| Abierto Británico    | CUT  | CUT  | CUT  | T16  | T3   | T8   | T25  | T49  |
| Campeonato de la PGA | DNP  | DNP  | DNP  | DNP  | T30  | CUT  | WD   | 6    |

| Torneo               | 1990 | 1991 | 1992 | 1993 | 1994 | 1995 | 1996 | 1997 | 1998 | 1999 |
| -------------------- | ---- | ---- | ---- | ---- | ---- | ---- | ---- | ---- | ---- | ---- |
| Masters de Augusta   | T30  | 1    | T19  | T17  | T46  | T17  | T29  | T39  | T16  | T14  |
| US Open              | T21  | T55  | T6   | T52  | CUT  | T21  | T79  | CUT  | CUT  | DNP  |
| Abierto Británico    | T4   | T17  | T5   | T51  | CUT  | T49  | CUT  | T24  | T57  | T24  |
| Campeonato de la PGA | T31  | T48  | CUT  | T22  | T9   | CUT  | T36  | CUT  | T29  | CUT  |

| Torneo               | 2000 | 2001 | 2002 | 2003 | 2004 | 2005 | 2006 |
| -------------------- | ---- | ---- | ---- | ---- | ---- | ---- | ---- |
| Masters de Augusta   | T40  | CUT  | CUT  | CUT  | CUT  | CUT  | CUT  |
| US Open              | DNP  | DNP  | DNP  | DNP  | DNP  | DNP  | DNP  |
| Abierto Británico    | T68  | T3   | T37  | 72   | DNP  | CUT  | DNP  |
| Campeonato de la PGA | CUT  | T51  | CUT  | DNP  | CUT  | DNP  | DNP  |

DNP = no participó

CUT = no pasó el corte

WD = lesión

"T" indica puesto compartido.

El fondo verde indica victoria. El fondo amarillo indica puesto en el top-10.

## Participaciones en equipo
- World Cup (Gales): 1980, 1982, 1983, 1984, 1985, 1987 (victoria individual y de equipo), 1991, 1992, 1993, 1995, 1996, 1997, 1998, 2003.
- Hennessy Cognac Cup: 1982 (victoria), 1984
- Ryder Cup: 1983, 1985 (victoria), 1987 (victoria), 1989 (empate - copa retenida), 1991, 1993, 1995 (victoria), 1997 (victoria). Vicecapitán 2002 (victoria), Capitán 2006 (victoria).
- Alfred Dunhill Cup (Gales): 1985, 1986, 1988, 1989, 1990, 1991, 1993, 1995, 2000
- Four Tours World Championship: 1985, 1986, 1987, 1988, 1990
- Seve Trophy: (Gran Bretaña e Irlanda): 2000, 2002 (victoria)
- UBS Cup: 2001, 2002, 2003, 2004